# Szerb György
Szerb György (Budapest, 1937. január 28. – Budapest, 1983. szeptember 23.) magyar költő és zeneszerző, aki verseiben nemcsak honosította, de a nyelvünk adta lehetőségeket felismerve és kihasználva túlszárnyalta a nyugati szürrealisták költészetét, messze túl lépve a Kádár-rendszer szabta határokon. Szűkebb hazájának Kőbányát vallotta, ahol Erdélyből elszármazott elődei meggyökereztek.

## Tanulmányai
Édesanyja akaratából 1951-ben beiratkozott a Református Gimnázium 1. A. osztályába, ahol Lengyel Lajos volt osztályfőnöke. A gimnázium mellett a Zenekonzervatóriumba is járt. Az iskola bezárása után a Mester utcai Fáy András gimnáziumban érettségizett. Első verseskötetében, az Ének a folyón-ban így ír magáról: "... az útkeresés tépelődései közepette füzeteimet benépesítik verseim: a hangok, színek, fények emberi szavakká formálódnak. A zene hamar kenyeremmé válik: s az írás mellett ma is kísértő hivatásom. Alkotó törekvéseim testvérvidéke: utam e magnetikus világban dalok és musicalek dallamai jelzik. Kora fiatalságomban elvesztettem apám, nagybátyám, nagyapám; e hármas bírt legtöbb sugallattal szellemi életemre. Így magamra maradva, nekivágok az országnak, s szinte a mai napig csavargok benne. Előbb földmérő, majd mint zongorista, a jelenben pedig a Déryné Színház karmestereként járom."

## Magánélete
Háromszor nősült, házasságaiban öt gyermek született. Második felesége, Katrin, autóbaleset áldozata lett. Katrin-hez írt szerelmes versei a magyar líra gyöngyszemei.
Szerb György a kiszolgáltatottság elől az alkoholba menekült, ez aláásta egészségét. 1972-től rokkantnyugdíjasként élt. Egyes források (PIM) szerint öngyilkos lett 1983. szeptember 23-án. Sírkövén verséből vett idézet áll: "Kiás a jövő amikor ideért".

## Művei
Összesen öt verseskötete jelent meg:
- Ének a folyón
- Szerenád a lámpavason
- Visszaszámlálás
- Orgeborge kapitány (gyermekversek)
- Olyan mégis